# Назарли, Гаджибаба
Гаджибаба Назарли (азерб. Hacıbaba Nəzərli; 22 марта 1895, Шемахы, Бакинская губерния — 1938, Баку) — член Союза писателей Азербайджана с 1934 года, член Оргбюро ЦК ВКП(б), бывший директор АДДТ.

## Биография
Родился 22 марта 1895 года в городе Шамахы. Учился в Институте красной профессуры в Москве (1930-1933). Начал заниматься публицистикой в 1925 году. Был редактором газеты «Qızıl əsgər», а также ответственным секретарем общества писателей (1929-1930).
Возглавлял оргкомитет Союза писателей Азербайджана с 1933 по 1934 год, с 1934 по 1937 год работал директором Азербайджанского государственного драматического театра.
Был арестован на основании показаний сотрудника Управления безопасности Григория от 9 апреля 1937 года и отмечен как «активный член контрреволюционной буржуазно-националистической организации».
В 1938 году был расстрелян как враг народа.

## Труды
- Casusun yardımçısı (1926)
- Qışlaqdan kəndə (1927)
- Laçın (1928)
- Satqın (1930)
- Ölülər rəqs edərkən (1930)